# Мокрое (Можайский район)
Мокрое — деревня в Можайском районе Московской области России, административный центр сельского поселения Замошинское. Население — 1079 чел. (2010). До 1996 года — центр Замошинского сельского округа. Населённый пункт воинской доблести.
Мокрое расположено на западе района, в 30 км к юго-западу от райцентра Можайска, в верховьях реки Протвы, высота над уровнем моря — 252 м.
В деревне действуют средняя школа, детский сад, почта, фельдшерско-акушерский пункт, приход храма святителя Николая Чудотворца, лесозаготовительное предприятие ООО «Мокрое». Мокрое связано с райцентром и другими сёлами автобусным сообщением.
Входило в состав Гжатского уезда.
1 мая 2020 года деревне присвоено почётное звание Московской области «Населённый пункт воинской доблести».

## Население
| 2002 | 2006  | 2010  |
| ---- | ----- | ----- |
| 963  | ↗1088 | ↘1079 |